# هند هارون
هند هارون (1927 - 1995)، شاعرة سورية ولدت باللاذقية. لقبت بـ«خنساء سوريا»

## حياتها
ولدت في مدينة اللاذقية، شمال سوريا، عام 1927م، وعملت في حقل التعليم في بداية مسيرتها الوظيفية وتدرجت من حقل التدريس حتى وصلت إلى مديرة لإحدى المدارس الثانوية. وبرزت كشاعرة عبر قصائدها الوطنية والوجدانية والتي كانت تنشرها تحت الاسم المستعار (بنت الساحل).
ونشرت أهم قصائدها الوطنية في عهد الوحدة بين مصر وسورية من 1958م حتى 1961م، حيث دُعيت إلى إلقاء العديد منها في القاهرة والإسكندرية وبور سعيد. اختيرت لعضوية الاتحاد العام للكتاب العرب.

## حياتها الخاصة
عقب زواجها، رُزقت بابنها الوحيد عمار الذي عانى من مرض لم يمهله طويلاً، وتوفي بعد نيله شهادة الثانوية العامة، وتركت وفاة ابنها في نفسها أثراً بالغًا، وجعلها تنحو في شعرها إلى الرثاء.

## وفاتها
توفيت عام 1995 عن عمرٍ يناهز 68 عامًا إثر أزمةٍ قلبيةٍ.

## مؤلفاتها
خلفت الشاعرة هند هارون العديد من الدواوين أهمها:
- «سارقة المعبد» عام 1977.
- «ديوان «عمّار»» عام 1979 وهو أجمل نتاجها.
- ديوان «شمس الحب» عام 1981.
- ديوان «بين المرسى والشراع» عام 1984.
- ديوان «عمار في ضمير الأمومة» عام 1988.
- ترجمت بعض قصائدها إلى الفرنسية، والإنجليزية، والبلغارية، والألمانية. وتم نشر قصائدها في عددٍ من الصحف والدوريات العربية.

## الجوائز والتكريمات
- الدكتوراه الفخرية من الاتحاد العالمي للمؤلفين.[5]